# Comisario Montalbano
El comisario Salvo Montalbano es el protagonista de una serie de novelas y narraciones cortas publicadas por el escritor Andrea Camilleri (Porto Empédocle, 1925-Roma, 2019). Se caracteriza por utilizar un italiano con importante presencia de elementos del siciliano.
Montalbano trabaja en la localidad de Vigata, en la provincia de Montelusa (dos nombres inventados que en realidad corresponden a Porto Empédocle y la provincia de Agrigento respectivamente). Sus colaboradores principales son: el subcomisario Domenico 'Mimì' Augello, el inspector Giuseppe Fazio, el agente Galluzzo, el agente y telefonista Agatino Catarella —cuyos tremendos portazos y su problemas de lenguaje traen de cabeza al comisario—; además de contar con otros agentes como Germanà, Giallombardo, Torretta, Imbrò... cuyos nombres aparecen raras veces en sus novelas o cuentos. Otros colaboradores son: Ingrid Sjöström, su amigo el periodista Nicolò Zito y el forense doctor Pasquano. En las primeras novelas aparecía un amigo del colegio, ahora delincuente, llamado Gegè, que fue asesinado en el mismo hecho en el cual Salvo es herido de gravedad. El comisario Montalbano es un personaje peculiar, muy sagaz, funcionario celoso, representante de la Policía estatal, respetuoso con la ley —aunque no duda en romperla cuando se trata de resolver sus casos—, lector voraz, y gran amante de la gastronomía y de su propia tierra siciliana. Mantiene una relación sentimental desde hace muchos años, con frecuentes crisis en medio, con Livia Burlando, la cual reside en Génova.  
Su poca ortodoxia a la hora de resolver los casos le trae importantes problemas con el jefe superior Luca Bonetti-Alderighi.
El apellido del comisario es un homenaje al escritor español Manuel Vázquez Montalbán, creador del detective Pepe Carvalho, investigador también aficionado a la gastronomía y la literatura. Como Camilleri, Montalbano es aficionado a las novelas de Vázquez Montalbán. Asimismo, según lo expresado por Camilleri en varias de sus obras, este nombre de fantasía es un homenaje al sur de Italia, ya que "Salvo" y "Montalbano" son dos apellidos relativamente frecuentes allí. 
La RAI ha producido una serie televisiva con algunas de las aventuras de Montalbano, interpretada por el actor Luca Zingaretti y  su precuela El joven Montalbano, interpretado por Michele Riondino.

## Novelas y relatos de la serie
- 1994 - La forma dell'acqua (La forma del agua)
- 1996 - Il cane di terracotta (El perro de terracota)
- 1996 - Il ladro di merendine (El ladrón de meriendas)
- 1997 - La voce del violino (La voz del violín)
- 1998 - Un mese con Montalbano (Un mes con Montalbano) Relatos
- 1999 - Gli arancini di Montalbano (La nochevieja de Montalbano) Relatos
- 2000 - La gita a Tindari (La excursión a Tindari)
- 2001 - L'odore della notte (El olor de la noche)
- 2002 - La paura di Montalbano (El miedo de Montalbano) Relatos
- 2003 - Il giro di boa (Un giro decisivo)
- 2004 - La pazienza del ragno (La paciencia de la araña)
- 2004 - La prima indagine di Montalbano (El primer caso de Montalbano) Relatos
- 2005 - La luna di carta (La luna de papel)
- 2006 - La vampa d'agosto (Ardores de agosto)
- 2006 - Le ali della sfinge (Las alas de la esfinge)
- 2007 - La pista di sabbia  (La pista de arena)
- 2008 - Il campo del vasaio (El campo del alfarero)
- 2008 - L'età del dubbio (La edad de la duda)
- 2009 - La danza del gabbiano (La danza de la gaviota)
- 2010 - La caccia al tesoro (La búsqueda del tesoro)
- 2010 - Acqua in bocca (Por la boca muere el pez), en colaboración con Carlo Lucarelli
- 2010 - Il sorriso di Angelica (La sonrisa de Angélica)
- 2011 - Il gioco degli specchi (Juego de espejos)
- Enero de 2012 - Una lama di luce (Un filo de luz)
- Octubre de 2012 - Una voce di notte (Una voz en la noche)
- 2013 - Un covo di vipere (Un nido de víboras)
- Mayo de 2014 - La piramide di fango (La pirámide de fango)
- Octubre de 2014 – Morte in mare aperto e altre indagini del giovane Montalbano (Muerte en mar abierto) Relatos
- 2015 - La giostra degli scambi (El carrusel de las confusiones)
- 2016 - L'altro capo del filo (Tirar del hilo)
- 2017 - La rete di protezione (La red de protección)
- 2018 - Il metodo Catalanotti (El método Catalanotti)
- 2019 - Il cuoco dell'Alcyon  (El cocinero del Alcyon)
- 2020 - Riccardino (Riccardino)

## Capítulos de la serie
- Temporada 1 (1999)
  - 1 El ladrón de meriendas (Sábado 12 de enero de 2013 en La 2)
  - 2 La voz del violín
- Temporada 2 (2000)
  - 3 La forma del agua
  - 4 El perro de Terracota
- Temporada 3 (2001)
  - 5 El viaje a Tindari
  - 6 Manos de artista
- Temporada 4 (2002)
  - 7 El sentido del tacto
  - 8 La Nochevieja de Montalbano
  - 9 El olor de la noche
  - 10 El gato y el canario
- Temporada 5 (2005)
  - 11 Un giro decisivo
  - 12 Derecho a réplica
- Temporada 6 (2006)
  - 13 La paciencia de la araña
  - 14 El juego de las tres cartas
- Temporada 7 (2008)
  - 15 La luna de papel
  - 16 El camino de arena
  - 17 La canícula de agosto
  - 18 Las alas de la esfinge
- Temporada 8 (2011)
  - 19 El campo del alfarero
  - 20 La danza de la gaviota
  - 21 La caza del tesoro
  - 22 La edad de la duda
- Temporada 9 (2013)
  - 23 La sonrisa de Angélica
  - 24 El juego de los espejos
  - 25 Una voz nocturna
  - 26 Un centelleo
- Temporada 10 (2016)
  - 27 Un asunto delicado
  - 28 La pirámide de fango
- Temporada 11 (2017)
  - 29 Un nido de víboras
  - 30 Como manda la ley
- Temporada 12 (2018)
  - 31 Un tiovivo de intercambios
  - 32 Amor
- Temporada 13 (2019)
  - 33 El otro extremo del hilo
  - 34 Un diario del 43
- Temporada 14 (2020)
  - 35 Amado Salvo, Livia mía
  - 36 La red de protección (Martes 4 de octubre de 2022 en La 2)
- Temporada 15 (2021)
  - 37 El método Catalanotti (Martes 11 de octubre de 2022 en La 1)
- Documentales
  - Andrea Camilleri, el maestro sin reglas (2014)
  - El último caso de Montalbano (2022)

## Libros de relatos cortos
- 1998 - Un mese con Montalbano (Un mes con Montalbano)
- 1999 - Gli arancini di Montalbano (La nochevieja de Montalbano)
- 2002 - La paura di Montalbano (El miedo de Montalbano)
- 2004 - La prima indagine di Montalbano (El primer caso de Montalbano)
- 2014 - Morte in mare aperto e altre indagini del giovane Montalbano (Muerte en mar abierto y otros casos del joven Montalbano)